# Братанов Михайло Михайлович
Михайло Михайлович Братанов (народився 6 серпня 1986 у м. Чебаркуль, СРСР) — білоруський хокеїст, нападник.  
Вихованець хокейної школи «Трактор» (Челябінськ). Виступав за команди ХК «Гомель-2», «Хімволокно-2» (Могильов), «Юніор» (Мінськ), ХК «Могильов».